# Familia Molina
La familia Molina es una familia española destacada por el trabajo en el teatro 
y la música de parte de sus miembros, conocidos algunos a nivel internacional. 

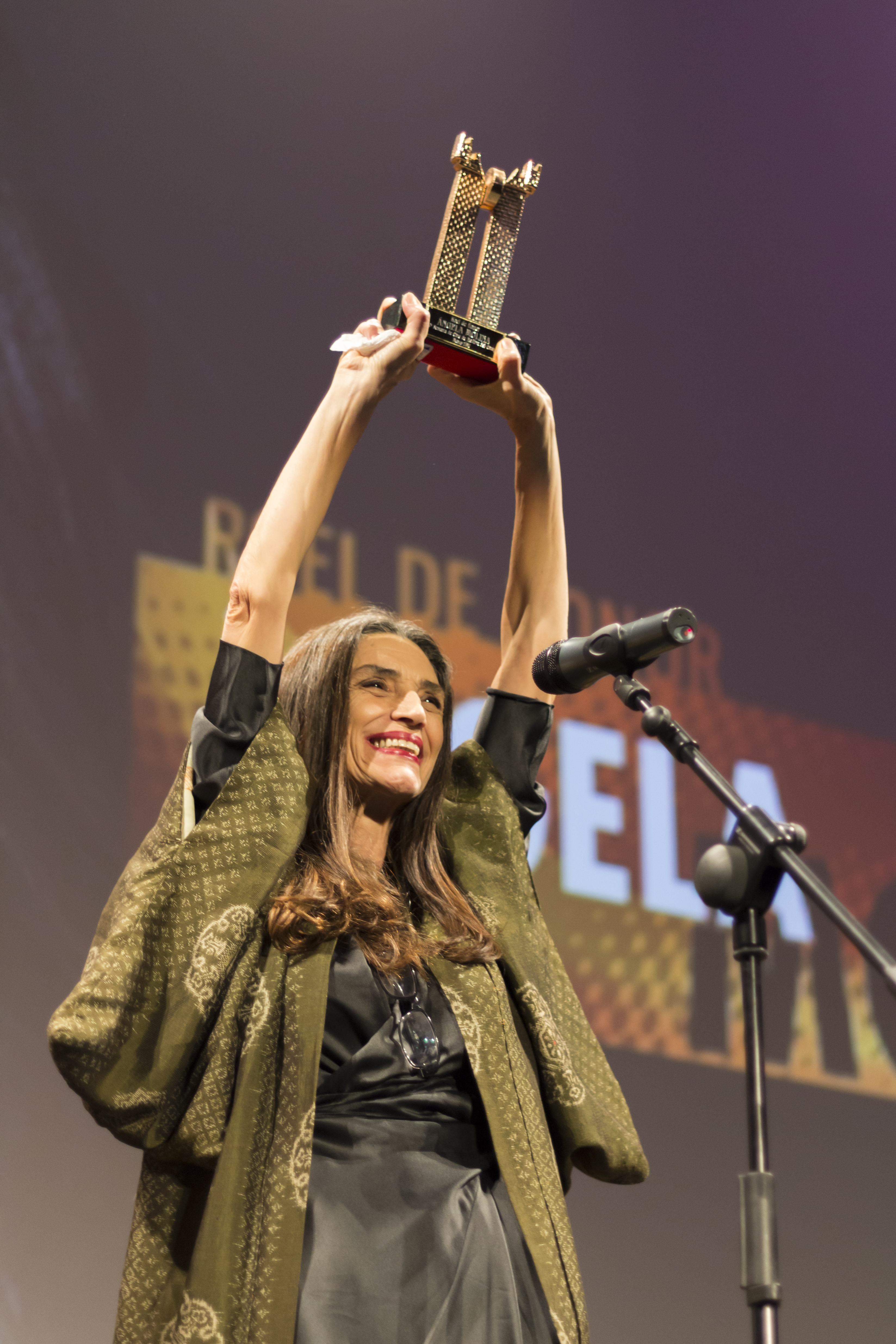
La actriz Ángela Molina, hija de Antonio Molina.

## Progenitores
- Antonio Molina, nacido en Málaga el 9 de marzo de 1928 y fallecido en Madrid el 18 de marzo de 1992, fue un cantante y actor.[1]
- Ángela Tejedor Capitán (Fuencarral, Madrid, 1 de noviembre de 1932-Ibiza, 22 de mayo de 2021),[2] esposa de Antonio desde 1951 hasta enviudar en 1992.

## Descendientes
- Antonio Molina Tejedor.
- Juan Ramón Molina Tejedor.
- Ángela Molina Tejedor, actriz.
  - Olivia Tirmarche Molina, actriz, primogénita de Ángela, nacida de su unión con Hervé Tirmarche.
- José Alberto Molina Tejedor, fotógrafo y cámara.[3]
- Paula Molina Tejedor, actriz.
- Miguel Ángel Molina Tejedor, actor.
- Mónica Molina Tejedor, cantante y actriz.
- Noel Molina Tejedor, compositor y productor musical.